# Sayers & Scovill Company
Sayers & Scovill Company war ein US-amerikanischer Hersteller von Fahrzeugen. Es gibt auch die Schreibweise Sayers & Scoville Company.

## Unternehmensgeschichte
William A. Sayers gründete 1876 das Unternehmen in Cincinnati in Ohio. Er stellte Kutschen her. 1877 wurde A. K. Scovill sein Partner. Dadurch änderte sich die Firmierung. Eine Spezialität waren Leichenwagen. 1906 entstand ein einzelner Personenkraftwagen als Prototyp.
1907 begann die Produktion von Nutzfahrzeugen. 1913 ergänzten Krankenkraftwagen das Sortiment. 1916 kamen Pkw dazu. Der Markenname lautete Sayers. Der Ingenieur H. K. Reinoehl kam von der Allen Motor Company. John A. Campbell war für das Design zuständig. Eine Quelle gibt für 1917 etwa 100 Fahrzeuge an. Eine andere Quelle meint, dass in den ersten drei Jahren nur wenige Fahrzeuge hergestellt wurden. Die höchste Produktion innerhalb eines Jahres lag bei etwa 200 Fahrzeugen. Im Mai 1924 gab das Unternehmen die Aufgabe der Pkw-Produktion bekannt.
Noch im gleichen Jahr begann erneut die Herstellung von Pkw. Diesmal wurden sie als S & S vermarktet. Die Produktion lief bis 1929. Eine Quelle meint, dass 1930 möglicherweise noch einige Pkw nach Kundenaufträgen entstanden.
1942 führte eine Reorganisation zu Hess and Eisenhardt.

## Pkw der Marke Sayers
Alle Fahrzeuge hatten einen Sechszylindermotor von der Continental Motors Company. Er war mit 55 PS Leistung angegeben. Das Fahrgestell hatte 300 cm Radstand.
1917 war ein offener Tourenwagen mit fünf Sitzen die einzige angebotene Karosseriebauform.
1918 kam ein viersitziger Roadster dazu.
1919 änderte sich nichts.
1920 war der Roadster wahlweise mit zwei oder drei Sitzen lieferbar. Außerdem standen zwei verschiedene Limousinen mit fünf Sitzen im Sortiment.
1921 erhielten die Karosserien besondere Namen. Der Avondale-Tourenwagen war fünfsitzig, der Derby-Roadster dreisitzig und die Glendale-Limousine 5-sitzig.
1922 änderte sich nichts.
Von 1923 bis 1924 war der Derby-Roadster auch zweisitzig lieferbar. Die fünfsitzige Limousine wurde nun Brighton genannt. Neu war ein Linwood-Coupé mit fünf Sitzen.
| Jahr      | Zylinder | Leistung (PS) | Radstand (cm) | Aufbau |
| --------- | -------- | ------------- | ------------- | --- |
| 1917      | 6        | 55            | 300           | Tourenwagen 5-sitzig                                                                                                 |
| 1918      | 6        | 55            | 300           | Tourenwagen 5-sitzig, Roadster 4-sitzig                                                                              |
| 1919      | 6        | 55            | 300           | Tourenwagen 5-sitzig, Roadster 4-sitzig                                                                              |
| 1920      | 6        | 55            | 300           | Tourenwagen 5-sitzig, Limousine 5-sitzig, Roadster 2-sitzig und 3-sitzig                                             |
| 1921      | 6        | 55            | 300           | Avondale Tourenwagen 5-sitzig, Derby Roadster 3-sitzig, Glendale Sedan 5-sitzig                                      |
| 1922      | 6        | 55            | 300           | Avondale Tourenwagen 5-sitzig, Derby Roadster 3-sitzig, Glendale Sedan 5-sitzig                                      |
| 1923–1924 | 6        | 55            | 300           | Avondale Tourenwagen 5-sitzig, Derby Roadster 2-sitzig und 3-sitzig, Brighton Sedan 5-sitzig, Linwood Coupé 5-sitzig |

## Pkw der Marke S & S
Die Modelle von 1924 hatten den gleichen Motor wie die vorherigen Modelle. Der Radstand war auf 335 cm verlängert worden. Einziger Aufbau war eine Brighton-Limousine mit acht Sitzen. Für die Zeit von 1925 bis 1926 betrug der Radstand 345 cm. Der Motor war nun mit 66 PS angegeben. Die achtsitzige Limousine wurde Elmwood genannt. 1927 wurde daraus der Gotham. Der Radstand war auf 356 cm verlängert worden. 1928 kam ein Achtzylindermotor mit 85 PS zum Einsatz. Der Radstand betrug nun 358 cm. 1929 leistete der Motor 114 PS. Der Radstand maß 363 cm. Die achtsitzige Limousine hieß nun Lakewood.
| Jahr      | Zylinder | Leistung (PS) | Radstand (cm) | Aufbau                  |
| --------- | -------- | ------------- | ------------- | ----------------------- |
| 1924      | 6        | 55            | 335           | Brighton Sedan 8-sitzig |
| 1925–1926 | 6        | 66            | 345           | Elmwood Sedan 8-sitzig  |
| 1927      | 6        | 66            | 356           | Gotham Sedan 8-sitzig   |
| 1928      | 8        | 85            | 358           | Gotham Sedan 8-sitzig   |
| 1929      | 8        | 114           | 363           | Lakewood Sedan 8-sitzig |